# ジェイク・シーゲル
ジェイク・シーゲル（Jake Siegel）は、アメリカ合衆国の俳優。

## 出演作品
- アメリカン・パイ in ハレンチ課外授業
- アメリカン・パイ in ハレンチ・マラソン大会